# Kočevje
Kočevje (alemán: Gottschee) es una localidad de Eslovenia, capital del municipio homónimo en el sur del país. Es la mayor localidad de la región situada entre los ríos Krka y Kolpa. El término también hace referencia al antiguo condado de Gottschee y su población de lengua germánica. Actualmente es conocido por sus tupidos bosques y los animales que los pueblan, entre los que podemos encontrar osos. Entre el siglo XIV y el final de la Segunda Guerra Mundial, Kočevje fue un enclave lingüístico alemán, en donde se hablaba un dialecto bávaro llamado Gottscheerish o Granish.
En 2018 tiene 8240 habitantes.

## Historia
Los restos romanos y prerromanos en el área son prácticamente inexistentes. Densos bosques ocupaban la zona, lo que unido a la escasez de agua, explican que la explotación agrícola y forestal no se llevase a cabo hasta que los condes de Ortenburg fundaron Gottschee a finales del siglo XIV. Inicialmente con colonos de las tierras de los Ortenburg en Carintia y el Tirol y de las diócesis de Salzburgo, Brixen y Freising. Los recién llegados talaron los bosques y establecieron ciudades y pueblos. El área que ocuparon había sido un punto estratégico en la defensa del Sacro Imperio desde el siglo IX y, por tanto, había un número elevado de fortificaciones. La primera aparición del nombre de la ciudad en un documento es del 1 de mayo de 1363, en ella aparece como Gotsche, en un escrito del patriarca de Aquilea, Ludovico della Torre.
Debido a las incursiones otomanas (que empezaron en 1469), el emperador Federico III ordenó la construcción de un asentamiento fortificado protegido por un foso en una curva del río Rinža. Gottschee recibió el título y el sello de ciudad en 1471 (civitas Gotsche). Las calles en el interior de la fortificación seguían un trazado ortogonal. En el siglo XVI se construyó una muralla de protección que fue demolida en el siglo XVIII, al tiempo que se rellenaba el foso.
En 1507, Kočevje pasó a manos del barón Georg Thurn, cuya crueldad provocó una revuelta popular en 1515. Después de estos hechos, las tierras pasaron por diversas manos hasta que fueron adquiridas por la familia Auersperg (Turjak). Durante los siglos XVI y XVII, diversas plagas e incendios asolaron la población.
En 1803 se inició la extracción de los depósitos de lignito de las montañas vecinas. No obstante, la explotación tuve una vida muy corta, porque el duque Guillermo de Auersperg, propietario de las fundiciones de Dvor na Krki (Žužemberk), decidió que el carbón que se extraía no era apropiado para los hornos de sus herrerías. Poco después se inauguró una fábrica de ladrillos, debido a lo cual se volvió a extraer carbón local de baja calidad para que proporcionase el combustible de los hornos de cocción. En 1844 un nuevo aserradero se sirvió también del lignito para obtener el vapor con que hacer funcionar su maquinaria; y en 1850 se pudieron establecer una fábrica de cerveza y una de vidrio, gracias a este material.
Los habitantes empezaron a emigrar a los Estados Unidos hacia 1870. Sin embargo, la mayor oleada de emigrantes partió después de la Segunda Guerra Mundial.
En 1918, con el fin de la monarquía de los Habsburgo, Gottschee entró a formar parte del nuevo Reino de Yugoslavia. De esta forma, los habitantes de la zona pasaron de formar parte de la etnia gobernante del Imperio austrohúngaro a ser una minoría en un estado eslavo.
En el periodo inmediatamente anterior a la Segunda Guerra Mundial, mientras que algunos de los dirigentes de la comunidad se habían afiliado al partido Nazi y solicitaban la ayuda de Alemania y la repatriación, la mayor parte de la población se había integrado en el nuevo estado, convirtiéndose en una sociedad bilingüe y estableciendo relaciones con sus vecinos eslovenos. Después de la invasión de Yugoslavia por las potencias del Eje y la repartición de esta en zonas de influencia, la región de Kočevje fue asignada a la Italia de Mussolini. La propaganda Nazí acabó imponiéndose y el VoMi preparó la "reinstalación", es decir, el cambio de ubicación, desde la zona italiana a lo que se denominó el Triángulo de Rann, una región en la confluencia de los ríos Krka, Sotla y Sava, bajo control alemán.
Para hacer sitio a los nuevos llegados, a partir de noviembre de 1941, 46.000 eslovenos del Triángulo de Rann fueron deportados al este de Alemania para su germanización obligatoria o para realizar trabajo forzoso. Poco después, las autoridades nazis prometieron a los habitantes de Gottschee un pasaporte del Reich y el trueque de sus granjas en la zona de Kočevje por otras de un tamaño igual o superior en la región del Triángulo de Rann. Los primeros en trasladarse llegaron a sus nuevos hogares poco después de la partida de los eslovenos, quienes se quedaron sufrieron la presión del VoMi y se estableció una fecha límite, el 31 de diciembre de 1941 para finalizar el movimiento de ambos grupos.
Desde el momento de su llegada hasta el final de la guerra, los colonos germanos fueron hostigados por los partisanos de Tito. La administración Nazi tuvo que dedicar tropas y recursos a la protección de los recién llegados. Mientras tanto, los eslovenos deportados fueron llevados a campos en Sajonia, Silesia y otros puntos de Alemania y forzados a trabajar en granjas alemanas o en la industria entre 1941 y 1945. Los diversos campos fueron liberados por tropas estadounidenses y soviéticas al final de la guerra. Los supervivientes regresaron a sus hogares.
Kočevje es también el lugar donde tras la guerra, Tito y los partisanos ejecutaron a miles de Domobranci, la Guardia Territorial eslovena, y sus familias arrojándolos en fosas kársticas y encerrándolos en cuevas que luego sellaban con explosivos.

## Hermanamiento
- Huétor Tájar, España